# فن كلتي

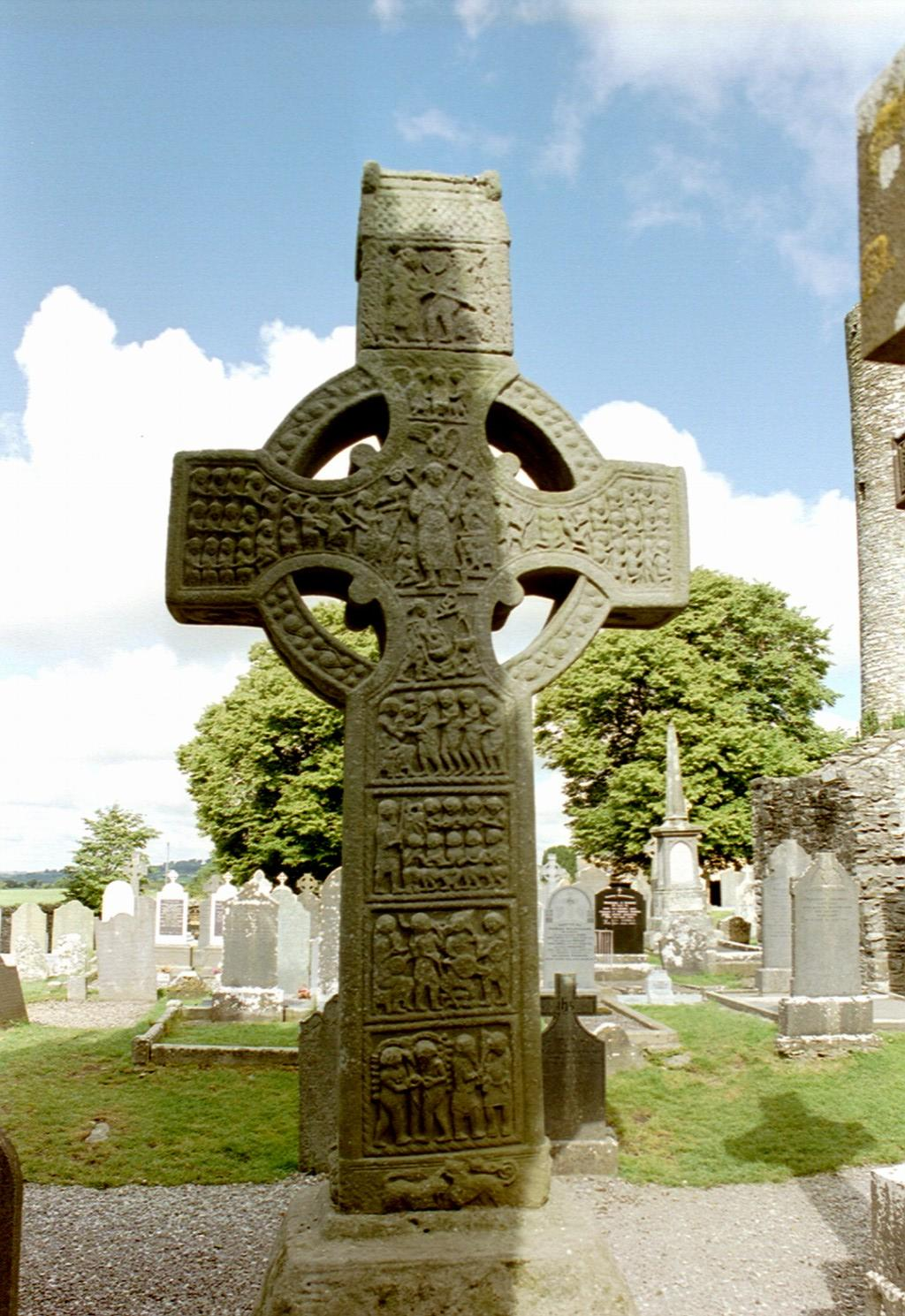
صليب مويرداخ المرتفع في أيرلندا

يرتبط الفن الكلتي بالشعوب التي يُطلق عليها الكلت وهم الذين تحدثوا اللغات الكلتية في أوروبا من حقبة ما قبل التاريخ حتى الحقبة الحديثة بالإضافة إلى فن الشعوب القديمة الذين لا نعلم لغتهم بصورة مؤكدة، لكن كانت ثقافتهم وأسلوبهم مع متحدثي اللغات الكلتية.
يصعب تعريف مصطلح الفن الكلتي إذ أنه يشمل فترة كبيرة من الزمن وقطاعًا كبيرًا من الجغرافيا وثقافات متعددة. فهو اسم اختُرع لسلكلت الأعمال الفنية في أوروبا من العصر البرونزي وقبله العصر الحجري الحديث، لكن يستخدم علماء الآثار كلمة «كلتي» للإشارة إلى ثقافة العصر الحديدي الأوروبي منذ ما يقرب من عام 1000 ق.م. فما بعده، حتى فتح الإمبراطورية الرومانية المقاطعة المعنية وعادةً ما يبدأ المؤرخون في الحديث عن «الفن الكلتي» فقط من فترة حضارة اللاتن (تقريبًا من القرن الخامس حتى القرن الأول ق.م.) فما بعدها. الفن الكلتي المبكر مصطلح آخر يُستخدم لوصف هذه الفترة ويمتد ليشمل حتى عام 150 ميلاديًا في بريطانيا. فنون العصور الوسطى في بريطانيا وأيرلندا التي هي محور كتاب كيلز وغيره من الروائع، وفي تاريخ الفن، يُطلَق على ما يثيره «الفن الكلتي» في عوام الناس المتحدثين بالإنجليزية، الفن الجزيري. هذا هو الجزء الأشهر وليس كل الفن الكلتي في العصور الوسطى الذي يشمل أيضًا الفن البكتي في اسكتلندا.
تأثر كلا الأسلوبين بمؤثرات عديدة من مصادر غير كلتية لكنهما احتفظا بتفضيل الزخارف الهندسية التي تصور موضوعات رمزية والتي غالبًا ما تكون مُنمقة للغاية عند ظهورها، وتظهر المشاهد السردية فقط تحت التأثير الخارجي. يتميز الأسلوب الكلتي بأشكال دائرية مُفعمة بالحيوية من تريسكليونات وأشكال حلزونية. كثير من الأعمال الباقية مصنوعة من معدن نفيس، وهو ما يعطي صورة خاطئة بلا شك، لكن بغض النظر عن الأحجار البكتية والصلبان الشاهقة للجزيرة يندر للغاية وجود التماثيل الأثرية الكبيرة حتى ذات النقوش الزخرفية. وربما كان الشائع فيما يتعلق بتماثيل الذكور القليلة التي عُثر عليها، مثل محارب هيرشلاندن وما يسمى بـ «ملك غلوبرغ»، أنها كانت تُصنع أصلًا من الخشب.
يشمل المصطلح أيضًا الفن البصري لحركات إحياء الكلتية (والتي كانت حركة بارزة في الأدب أكثر) من القرن الثامن عشر حتى الحقبة الحديثة، والتي بدأت بجهود واعية بذلها الكلتيون الجدد، خاصةً في الجزر البريطانية للتعبير عن الهوية الذاتية والقومية ثم نمت شعبيتهم خارج حدود الأمم الكلتية، وما زال أسلوبهم مستمرًا في عدة صور شعبية، من الآثار الجنائزية ذات الصلبان الكلتية إلى الوشوم المتشابكة. مع بداية التوصل إلى فهم أثري متماسك للفترات المبكرة، استخدم الأسلوب زخارف تكاد تكون نسخة من أعمال الفترات السابقة، غالبًا ما تكون في العصر الجزيري أكثر من العصر الحديدي. ومن التأثيرات أيضًا تأثير الفن النباتي من حضارة لاتين اللاحقة، على حركة الفن الجديد.
عادةً ما يكون الفن الكلتي مزخرفًا فهو يخلو من الخطوط المستقيمة ويستخدم التماثل أحيانًا، دون محاكاة الطبيعة على عكس التقاليد الكلاسيكية التي تعتبر الطبيعة أمرًا مركزيًا، وغالبًا ما يتضمن الفن الكلتي رمزيات معقدة. استخدم الفن الكلتي مجموعة من الأساليب ظهر تأثير الثقافات الأخرى عليها في الأعمال المتشابكة والحلزونية والأنماط الرئيسية والأشكال الحيوانية والصور النباتية والبشرية. كما تصيغها عالمة الآثار كاثرين جونز: «يمتاز الفن الكلتي على فترة زمنية طويلة ونطاق جغرافي كبير بحس رائع يظهر في التوازن في التصميم ووضع الأنماط. وتظهر أشكال الخطوط المنحنية كي يكوِّن الموجب والسالب والمساحات المشغولة والفارغة كلًا متماسكًا. لكنهم تحكموا وضبطوا استخدامهم للنقوش السطحية. صُممت أنماط معقدة جدًا ذات خطوط منحنية كي تغطي بدقة الأسطح غريبة الشكل والأسطح غير المنتظمة».

## خلفية عامة
كان الشعوب القديمة الذين يُطلق عليهم الآن «الكلتيون» يتحدثون مجموعة من اللغات ذات أصل مشترك في اللغة الهندوأوروبية التي تُعرف بالكلتية الشعبية أو البروتوكلتية. كان هذا الأصل اللساني المشترك مقبولًا عند نطاق كبير من العلماء كوسيلة لتحديد الشعوب ذات الأصل الجيني الواحد في جنوب غرب أوروبا الذين نشروا ثقافتهم عبر الهجرة والاحتلال. عرف علماء الآثار العديد من السمات الحضارية لهذه الشعوب منها الأساليب الفنية وتتبعوا الخط الحضاري حتى حضارة هالستات وحضارة لاتن السابقتين لها. أوضحت دراسات جينية أحدث أن العديد من المجموعات الكلتية المتنوعة لا يشتركون في سلف واحد واقترحت أن انتشار الحضارة لا يُشترط أن يحدث بسبب هجرة الشعوب. ولا زال الجدل قائمًا حول مدى تزامن وتفاعل اللغة والثقافة والجينات الكلتية أثناء فترات ما قبل التاريخ.
يرتبط الفن الكلتي بالشعوب التي يُطلق عليها شعوب الكلت الذين تحدثوا اللغات الكلتية في أوروبا في فترة ما قبل التاريخ حتى الحقبة الحديثة بالإضافة إلى فن الشعوب القديمة الذين لا نعرف لغتهم على وجه التحديد لكنهم يتشابهون مع متحدثي اللغات الكلتية في الثقافة والأسلوب.
كانت كلمة «كلت» تُستخدم في العصور الكلاسيكية كمرادف للغال. الصيغة الإنجليزية حديثة ومعتمدة منذ 1607. في أواخر القرن السابع عشر، لفتت أعمال العلماء أمثال إدوارد لهويد انتباه الأكاديميين إلى الروابط التاريخية بين الشعوب المتحدثة باللغات الغالية والبريثونية والجودية، ومن هذه اللحظة لم يعد المصطلح ينطبق على الكلتيين القاريين فحسب ولكن على هؤلاء في بريطانيا وأيرلندا. ثم في القرن الثامن عشر ومع تصاعد الاهتمام ب«البدائية»، وهو ما أدى إلى فكرة «الهمجي النبيل»، أصبحت هناك موجة من الحماسة تشمل كل ما هو كلتي ودرويدي. ظهر «الإحياء الأيرلندي» بعد قانون التحرر الكاثوليكي عام 1829 كمحاولة واعية لإظهار الهوية القومية الأيرلندية، فظهرت حركات نظيرة لها في بلاد أخرى ومن ثًم ظهر «الإحياء الكلتي».

## الفترات ما قبل الكلتية
تأتي أقدم الحضارات الأثرية التي يُطلق عليها تقليديًا أنها كلتية وهي حضارة هالستات (من حضارة هالستات فما بعدها) من العصر الحديدي الأوروبي المبكر نحو 800-400 ق.م. ومع هذا، يظهر قدر من الاتصال في فن هذه الفترة والفترات التي تليها كما يظهر تشابه طويل المدى بينها وبين الفنون السابقة من نفس المناطق، وهو ما يؤكد على توسيع مصطلح «الكلتية» في الدراسات الحديثة عبر التثاقف الحادث في سكان ثابتين في أماكنهم نسبيًا، على عكس النظريات الأقدم التي تفترض الهجرات والغزوات. يستخدم الفن الميغالي عبر جزء كبير من العالم تعبيرات غامضة مشابهة من دوائر وأشكال حلزونية وغيرها من الأشكال المنحنية، لكن من المدهش أن أغلب الآثار في أوروبا هي من الآثار الكبيرة ذات النقوش الحجرية العديدة التي خلفتها حضارة وادي بويني من العصر الحجري الحديث في أيرلندا، على بعد أميال قليلة من مراكز الفن الجزيري في العصور الوسطى المبكرة بعدها بنحو 4000 عام. هناك مراكز أخرى مثل بروتاني أيضًا في مناطق يُطلق عليها كلتية حاليًا. ومن التشابهات أيضًا اللونولا الذهبية والأطواق الكبيرة من أيرلندا العصر البرونزي وأوروبا والتوركات الكلتية في العصر الحديدي، كلها تعبر عن حُلي حول الرقبة. وتذكرنا كذلك النهايات المصنوعة على شكل أبواق في عدة أنواع من الحُلي الأيرلندية من العصر البرونزي بالرسوم الشائعة في الزخرفة الكلتية المتأخرة.